# Зубченко, Андрей Владимирович
Андрей Владимирович Зубченко (укр. Андрій Володимирович Зубченко; род. 15 марта 1977, Запорожье) — украинский футболист, полузащитник.

## Игровая карьера
Футболом занимался с восьми лет. Первый тренер — Владимир Ходус. В 11 лет продолжил занятия у тренера Владимира Зубкова в футбольном спецклассе . После окончания школы заключил контракт с запорожским «Торпедо». Первые полгода играл в аренде во второлиговом «Викторе», а 13 марта 1996 года дебютировал в высшей лиге за «Торпедо». Тренер «торпедовцев» Игорь Надеин доверял молодым футболистам, поэтому восемнадцатилетний Зубченко появлялся на поле почти в каждом матче. После ухода Надеина запорожскую команду возглавил Виктор Матвиенко, а вскоре его сменил Леонид Колтун. Между этим тренером и Андреем Зубченко сложились хорошие отношения, поэтому, когда Колтун перешёл в «Днепр», футболист последовал за ним. Андрей практически сразу завоевал место в основном составе «днепрян» и остался игроком этой команды на следующие пять лет. В 2004 году пол сезона провёл в запорожском «Металлурге».
Всего в высшей лиге сыграл 161 игру.